# Marek Bućko
Marek Aleksander Bućko (ur. 1967) – polski dziennikarz, dyplomata i działacz społeczny, w latach 2000–2005 radca Ambasady RP na Białorusi.

## Życiorys
Urodził się w Warszawie w rodzinie o korzeniach kresowych i polsko-białoruskich. Ojciec - Aleksander był Polakiem z Wilna, wywiezionym w 1940 r. przez sowietów na Sybir, skąd w 1943 trafił jako liniowy żołnierz do 1 Dywizji Piechoty im. Tadeusza Kościuszki, z którą przeszedł cały szlak bojowy z Lenino do Berlina. Matka - Anna, lekarz, pochodziła z Baranowicz na dzisiejszej Białorusi.
Po ukończeniu w 1991 studiów w Instytucie Rusycystyki Uniwersytetu Warszawskiego podjął pracę w Departamencie Europy Ministerstwa Spraw Zagranicznych jako ekspert do spraw Rosji. W MSZ pracował do 1993. W latach 1993–2000 pracował jako dziennikarz, m.in. w Polskim Radiu, Expressie Wieczornym, Polskiej Agencji Prasowej oraz Inforadiu, zajmował się m.in. tematyką wschodnią.
Od 2000 do 2005 pełnił funkcję radcy - zastępcy ambasadora w Ambasadzie RP w Mińsku. Zajmował się m.in. kontaktami z opozycyjnymi białoruskimi organizacjami politycznymi i społecznymi, w tym Związkiem Polaków na Białorusi. W 2003 został poturbowany przez funkcjonariuszy milicji. 13 maja 2005 białoruska telewizja wyemitowała film dokumentalny, w którym oskarżono polskich dyplomatów, w tym Bućkę o "destabilizację" sytuacji w Związku Polaków. 18 maja Bućko został przez władze białoruskie uznany za persona non grata. W ramach retorsji polski MSZ podjął decyzję o wydaleniu radcy ambasady białoruskiej w Polsce.
Po powrocie do Polski pracował w zespole doradców Prezydenta m. st. Warszawy Lecha Kaczyńskiego oraz w Wydziale Kontaktów Zagranicznych i Biurze Promocji Urzędu m. st. Warszawy (do 2008). Od 2007 jest sekretarzem zarządu Fundacji "Wolność i Demokracja". W ramach Fundacji jest twórcą i kierownikiem wieloletniego projektu Centrum Dokumentacji i Pomocy Ofiarom Represji Politycznych na Białorusi. Zajmuje się problematyką praw człowieka w krajach byłego ZSRR. Brał udział w tworzeniu Stowarzyszenia Europa-Wschód. Jest członkiem honorowym Związku Polaków na Białorusi, twórcą portalu informacyjno - historycznego Kresy24.pl, był jego redaktorem naczelnym do lipca 2016.
W 2010 został powołany przez Krajową Radę Radiofonii i Telewizji w skład Rady Programowej TVP Polonia (z rekomendacji Prawa i Sprawiedliwości).